# Kościół Nawiedzenia Najświętszej Maryi Panny w Wieleniu
Kościół Nawiedzenia Najświętszej Maryi Panny – rzymskokatolicki kościół filialny znajdujący się Wieleniu, w gminie Przemęt, w powiecie wolsztyńskm województwa wielkopolskiego.
Należy do parafii św. Wojciecha w Kaszczorze (dekanat przemęcki archidiecezji poznańskiej). Jest sanktuarium Matki Bożej Wieleńskiej Ucieczki Grzeszników.
Świątynię wybudowali cystersi w latach 1731-1742. Budowla reprezentuje styl późnobarokowy, zaliczany jest do zabytków klasy I. Kościół jest murowany, wzniesiony z cegły i nieotynkowany.
Świątynia została wybudowana na planie krzyża łacińskiego, z prezbiterium zwróconym w stronę południową. Nawa składa się z dwóch przesęł, transept charakteryzuje się kwadratowym przęsłem środkowym, przy nim znajdują się prostokątne, jednoprzęsłowe ramiona oraz analogiczne prezbiterium. Przy prezbiterium są umieszczone dwie niskie przybudówki: na osi od strony południowej kaplica Męki Pańskiej z łaskami słynącym Krucyfiksem (dawniej pełniła funkcję kapitularza), na planie owalu od strony wschodniej prostokątna zakrystia. Przy nawie od frontu znajduje się kwadratowa, nieukończona wieża, mieszcząca kruchtę w przyziemiu. Nad krzyżem transeptu usytuowana jest wieżyczka na sygnaturkę, uwieńczona chorągiewką z datą 1735.
Do najstarszych i najcenniejszych zabytków świątyni w Wieleniu należy cudami słynąca figura Madonny z Dzieciątkiem. Wykonana została z drewna lipowego, ma 120 cm wysokości. Figura reprezentuje styl gotycki i powstała w drugiej połowie XV wieku. Matka Boża trzyma na prawym ręku Dzieciątko, w lewej dłoni jabłko. Głowa Madonny jest lekko pochylona w stronę Dzieciątka. Twarz jest uśmiechnięta, o wysoko zaznaczonych łukach brwiowych. Ubrana jest w jedwabną sukienkę. Madonna i Dzieciątko mają na głowach korony w stylu barokowym z XVII wieku. Po bokach, w górnej części są usytuowane dwa barokowe aniołki, obok liczne wota, rozmieszczone obecnie na czterech tablicach. Niektóre z nich sięgają pierwszej połowy XVIII wieku. Cudowna figura jest umieszczona w głównym ołtarzu i jest odsłaniana tylko w czasie nabożeństw. 5 września 1993 abp Jerzy Stroba ukoronował figurę na prawie diecezjalnym. Nocą z 17 na 18 czerwca 2003 korony zostały skradzione. 3 lipca 2005 cudowna figura Matki Bożej została koronowana koronami papieskimi pobłogosławionymi przez Jana Pawła II w październiku 2004. Koronacji dokonał kardynał Joachim Meissner z Kolonii w towarzystwie abp Edwarda Nowaka z Watykanu oraz abp Stanisława Gądeckiego z Poznania.
Podniszczony ołtarz główny, został przebudowany w latach 1952-1953, z użyciem fragmentów barokowych z około 1735 roku. Po prawej stronie głównego ołtarza, nieco z boku, można zobaczyć fragment tronu opackiego. Prezbiterium jest okolone balustradą, która przechodzi w pewien rodzaj stalli. Ozdobione są one od strony prezbiterium i świątyni wizerunkami cystersów. Na oparciach stall są umieszczone wspaniałe rzeźby czterech Ewangelistów (z XVIII wieku). W zakrystii można zobaczyć krucyfiks (w formie rzeźby ludowej) z XVII stulecia. Ciekawe są także piękne osiemnastowieczne freski, przedstawiające sceny z życia cystersów, odnowione i uzupełnione w 1960 roku. W kaplicy Męki Pańskiej można zobaczyć sceny pasyjne z pierwszej połowy XVIII stulecia, odsłonięte i odnowione w 1960 roku przez Teodora Szukałę z Poznania..

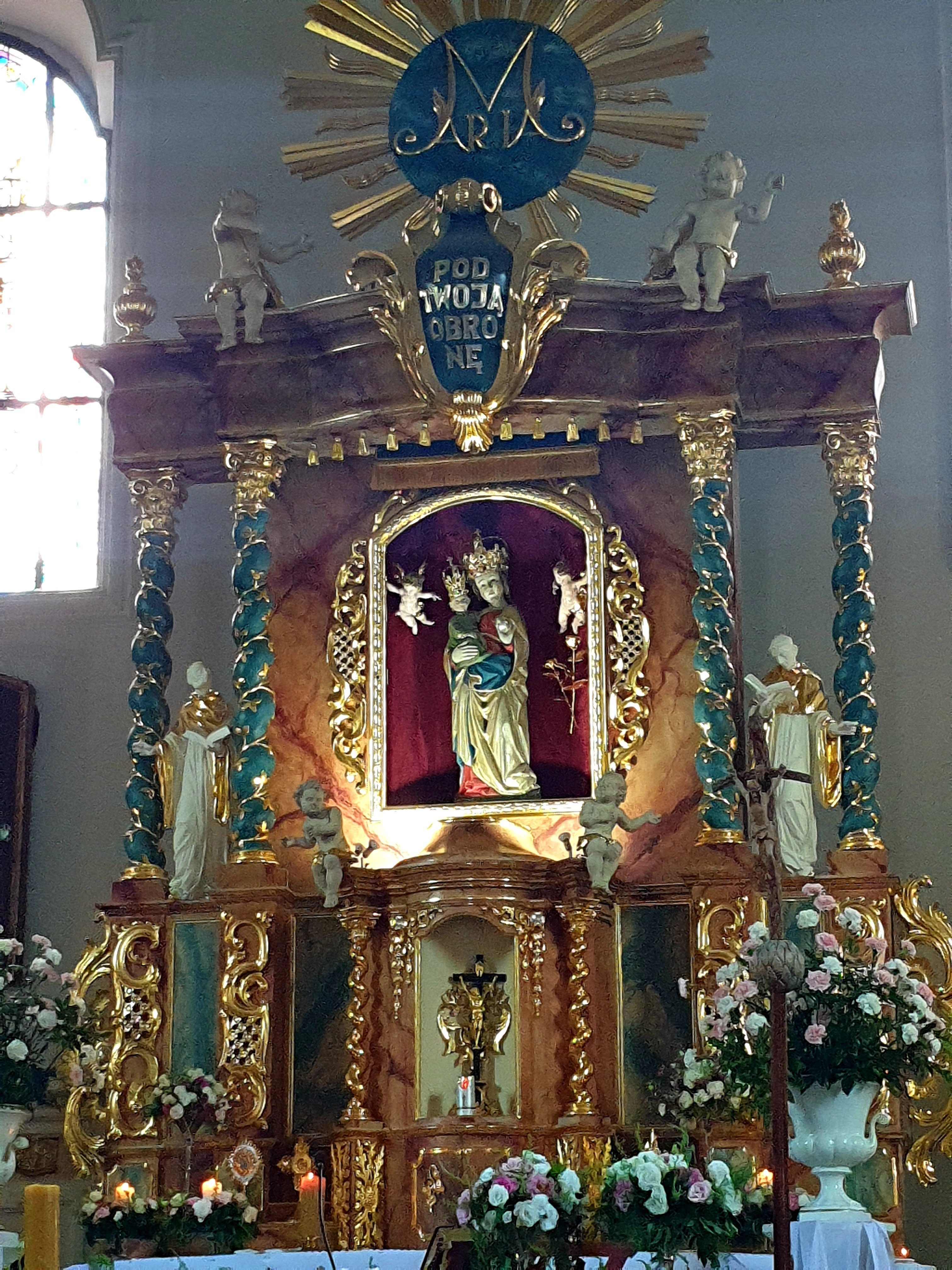
Figura Matki Bożej Wieleńskiej w ołtarzu głównym